# Parungkuda
Parungkuda is een bestuurslaag in het regentschap Sukabumi van de provincie West-Java, Indonesië. Parungkuda telt 5894 inwoners (volkstelling 2010).